# Rio Gauja
Rio Gauja (Kerep River) – rzeka w Wenezueli przepływająca przez obszar Parku Narodowego Canaima. Gauja jest dopływem rzeki Rio Churún, nad którą znajduje się najwyższy wodospad świata Salto del Angel.